# José Ramón Cantero
José Ramón Cantero Elvira (Móstoles, 6 de agosto de 1993) es un político y deportista español que compite en natación adaptada. Ganó una medalla de bronce en los Juegos Paralímpicos de París 2024, en la prueba de 4 × 100 m libre mixto (clase 49 puntos).
Estudió Periodismo en la Universidad Rey Juan Carlos. En las elecciones municipales de 2023 fue el candidato de Izquierda Unida para la alcaldía de Móstoles.

## Palmarés internacional
| Juegos Paralímpicos | Juegos Paralímpicos | Juegos Paralímpicos | Juegos Paralímpicos              |
| Año                 | Lugar               | Medalla             | Prueba                           |
| ------------------- | ------------------- | ------------------- | -------------------------------- |
| 2024                | París (Francia)     | Medalla de bronce   | 4 × 100 m libre (49 ptos.) mixto |